# Cici obscur
Espèce
Synonymes
- Sporophila obscura
- Tiaris obscura

Statut de conservation UICN

 LC  : Préoccupation mineure
Le Cici obscur (Asemospiza obscura), aussi appelé Sporophile obscur, est une espèce de passereaux appartenant à la famille des Thraupidae.

## Répartition
Il vit en Amérique du Sud. On le trouve au Venezuela, en Colombie, en Équateur, au Pérou, au Brésil, en Bolivie, au Paraguay et en Argentine.